# Alphonse Gallegos
Alphonse Gallegos (Albuquerque, 20 febbraio 1931 – Sacramento, 6 ottobre 1991) è stato un vescovo cattolico statunitense.

## Biografia
Monsignor Alphonse Gallegos ad Albuquerque, Nuovo Messico, il 20 febbraio 1931. Suo padre era un falegname mentre sua madre era una casalinga che si prendeva cura dei loro 11 figli. Alphonse aveva un fratello gemello, Eloy.

### Formazione e ministero sacerdotale
Crebbe a Watts, un distretto di Los Angeles, dove frequentò la Manual Arts High School e dove ricevette la confermazione dall'allora vescovo ausiliare Timothy Manning. La famiglia frequentava la parrocchia di San Michele, che era gestita dall'Ordine degli agostiniani recolletti.
Frequentò la Rockhurst University di Kansas City, Missouri e si laureò al St. Thomas Aquinas College di Sparkill, New York, alla St. John's University di New York e alla Loyola Marymount University di Los Angeles.
Nel 1950 entrò come novizio nell'Ordine degli agostiniani recolletti. Mentre era seminarista al monastero di Tagaste a Suffern, New York, i suoi superiori appresero che era nato con una grave miopatia. Anche se aveva subito un intervento chirurgico agli occhi prima di entrare in seminario, la sua vista rimase scarsa.
Il 24 maggio 1958 fu ordinato presbitero. Trascorse otto anni a Tagaste come cappellano degli ospedali vicini e delle comunità di religiose e servì a vario titolo nelle case di formazione del suo ordine. Nel 1972 divenne parroco della parrocchia di San Michele a Watts e nel 1978 di quella di Cristo Re a Glendale, entrambe nell'arcidiocesi di Los Angeles. Fu consigliere del cardinale Timothy Manning per gli affari ispanici e contribuì alla creazione di un programma di formazione per il diaconato permanente ispanico nell'arcidiocesi. Venne poi trasferito nella diocesi di Sacramento dove prestò servizio dal 1979 al 1981 come primo direttore della divisione degli affari ispanici della California Catholic Conference.

### Ministero episcopale
Il 24 agosto 1981 papa Giovanni Paolo II lo nominò vescovo ausiliare di Sacramento e vescovo titolare di Sasabe. Ricevette l'ordinazione episcopale il 4 novembre successivo dal vescovo di Sacramento Francis Anthony Quinn, coconsacranti l'arcivescovo metropolita di San Francisco John Raphael Quinn e quello di Santa Fe Robert Fortune Sanchez. Nel 1983 venne nominato parroco del santuario nazionale di Nostra Signora di Guadalupe.
Nel suo ministero sia come sacerdote che in seguito come vescovo, Gallegos indossava un sombrero e una maglietta da 99 centesimi per esercitare il suo ministero anche di notte tra le gang, i poveri e i giovani a rischio nelle aree disagiate di Los Angeles e Sacramento.
Morì il 6 ottobre 1991 quando fu colpito da un'auto mentre tornava a Sacramento da Gridley, California. Il vescovo e il suo autista si erano fermati per aiutare un automobilista in difficoltà. Altri dicono che la loro auto improvvisamente perse potenza e si fermò sulla corsia di sinistra. Mentre i due avevano iniziato a spingere la macchina fuori dalla strada o sulla mediana, un'altra auto sbatté contro il loro veicolo, lanciando il vescovo a diversi metri di distanza. Monsignor Gallegos morì all'istante. Era considerato il cappellano non ufficiale dei lavoratori a basso reddito e dei migranti. In onore del vescovo del barrio, circa 300 poveri gli resero omaggio prendendo parte alla sua processione funebre dalla parrocchia di Santa Rosa dove viveva alla cattedrale del Santissimo Sacramento dove vennero celebrate le esequie.
Il 24 marzo 2010 la salma di monsignor Gallegos fu riesumata e trasferita nella cattedrale del Santissimo Sacramento come parte della sua causa di beatificazione. Il giorno successivo i suoi resti furono trasferiti nella parrocchia dove risiedeva come vescovo ausiliare, il santuario nazionale di Nostra Signora di Guadalupe a Sacramento dove furono tumulati in una tomba appositamente realizzata.

## Eredità
Poiché era membro dei Cavalieri di Colombo e sostenitore del movimento pro-life, gli sono intitolate la Bishop Gallegos Assembly 2336 e la Bishop Gallegos Maternity Home.
La città di Sacramento in sua memoria chiamò Gallegos Square una sezione tra la 11ª strada e le vie K e L. Nel 1997 fu inaugurata una statua di monsignor Gallegos nella piazza a lui intitolata, vicino alla cattedrale.

## Processo di beatificazione
Nel 2005, dopo undici mesi di scrutinio, il vescovo di Sacramento William Kenneth Weigand ha aperto la causa della beatificazione di monsignor Gallegos. Il 5 giugno 2006 è stato dichiarato servo di Dio.
L'8 luglio 2016 papa Francesco ha autorizzato la Congregazione delle cause dei santi a promulgare il decreto che riconosce le virtù eroiche del Servo di Dio Alphonse Gallegos e lo ha dichiarato venerabile.

## Genealogia episcopale
La genealogia episcopale è:
- Cardinale Scipione Rebiba
- Cardinale Giulio Antonio Santori
- Cardinale Girolamo Bernerio, O.P.
- Arcivescovo Galeazzo Sanvitale
- Cardinale Ludovico Ludovisi
- Cardinale Luigi Caetani
- Cardinale Ulderico Carpegna
- Cardinale Paluzzo Paluzzi Altieri degli Albertoni
- Papa Benedetto XIII
- Papa Benedetto XIV
- Cardinale Enrico Enriquez
- Arcivescovo Manuel Quintano Bonifaz
- Cardinale Buenaventura Córdoba Espinosa de la Cerda
- Cardinale Giuseppe Maria Doria Pamphilj
- Papa Pio VIII
- Papa Pio IX
- Cardinale Alessandro Franchi
- Cardinale Giovanni Simeoni
- Cardinale Antonio Agliardi
- Cardinale Basilio Pompilj
- Cardinale Adeodato Piazza, O.C.D.
- Arcivescovo Luigi Raimondi
- Arcivescovo John Raphael Quinn
- Vescovo Francis Anthony Quinn
- Vescovo Alphonse Gallegos, O.A.R.